# 大屯路
40°00′03″N 116°23′02″E / 40.00071°N 116.38386°E
大屯路位于中華人民共和國北京市朝阳区，是一条城市主干道。

## 简介
大屯路西起京藏高速公路北沙滩桥与清华东路相接，东至北苑路，全长4.0千米，双向六车道。穿越奥林匹克公园段设有地下隧道，隧道为双向六车道，地面道路为双向四车道。隧道部分区段上部开口以获得更好的通风效果。

## 飙车问题
由于大屯路的隧道夜间照明条件较好，晚上经过此处的车辆又较少，因此不少飙车族前来大屯路飙车。2015年4月11日晚上，大屯路隧道发生了因为飙车所引起的事故。该事件后，大屯隧道限速降至50公里/小时。此前限速为60公里。